# دی هوتی

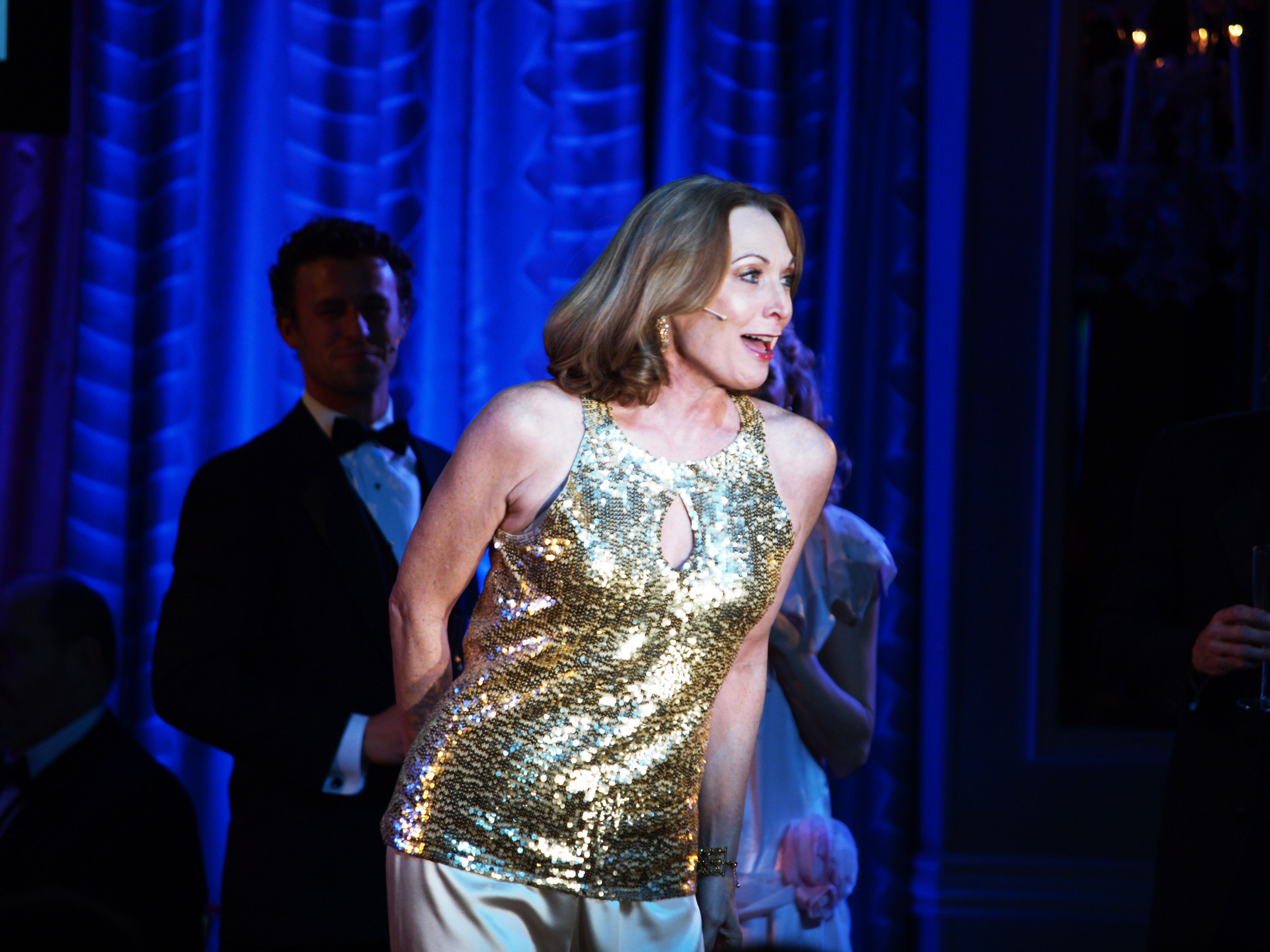

دی هوتی (زاده ۱۶ اوت ۱۹۵۲) یک هنرپیشه آمریکایی است که به دلیل فعالیت در تئاتر موزیکال شناخته شده‌است. در طول دوران حرفه‌ای خود، او در تولیدات تئاتر برادوی ظاهر شد و سه نامزدی جایزه تونی برای حماقت‌های ویل راجرز (۱۹۹۱)، بهترین فاحشه کوچک عمومی (۱۹۹۴) و فوتلوز (۱۹۹۹) به دست آورد.
هوتی که اهل لیکوود، اوهایو است، در کلیولند بزرگ شد، جایی که در گروه کر کلیسای خود فعال بود. در دوران دبیرستان در لیک‌وود، او تئاتر موزیکال را کشف کرد و در دانشگاه اوتربین در همین رشته تحصیل کرد.